# William Brickly Stokes

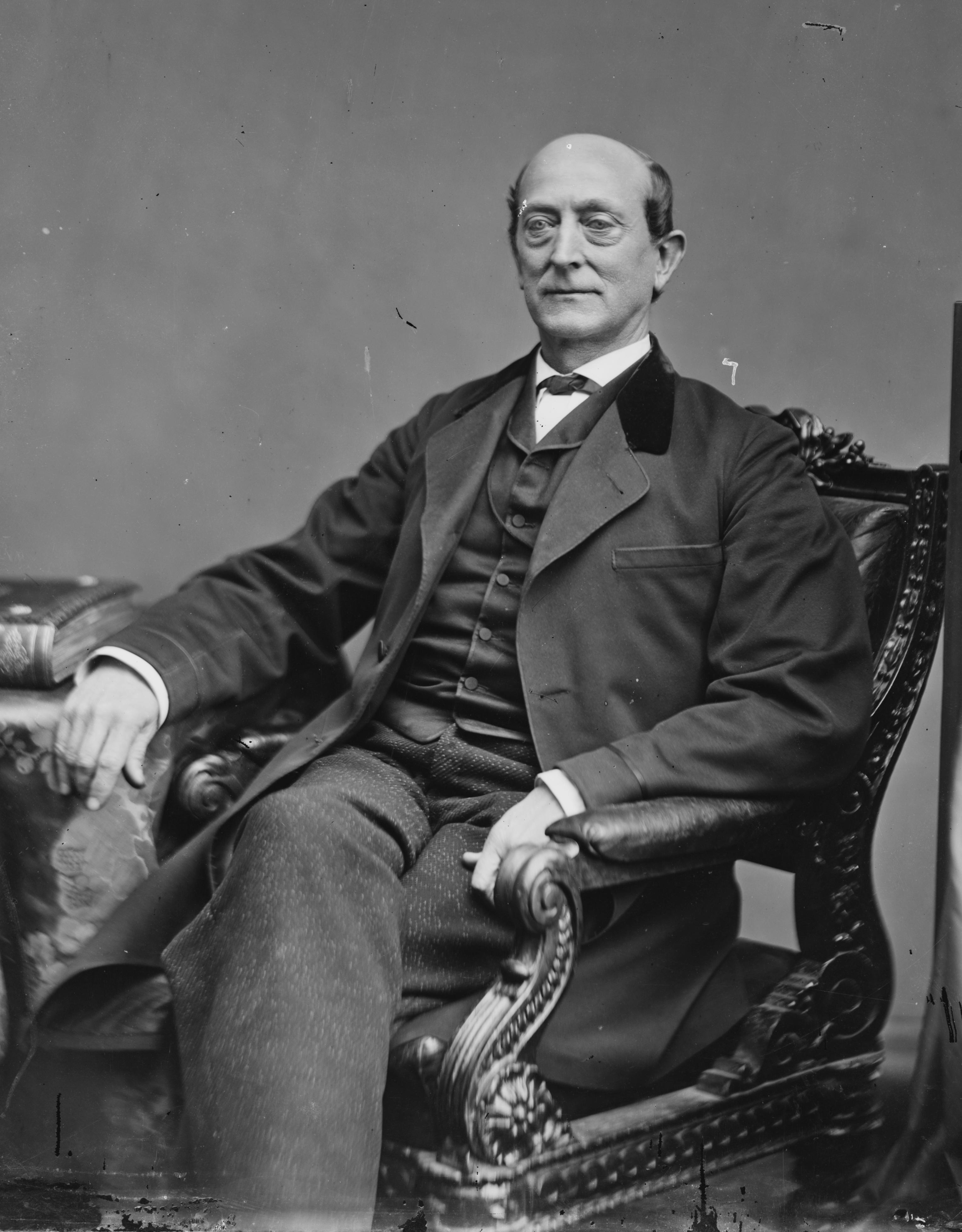
William Brickly Stokes

William Brickly Stokes (* 9. September 1814 im Chatham County, North Carolina; † 14. März 1897 in Alexandria, Tennessee) war ein US-amerikanischer Politiker. Zwischen 1859 und 1871 vertrat er zweimal den Bundesstaat Tennessee im US-Repräsentantenhaus.

## Werdegang
William Stokes besuchte die öffentlichen Schulen seiner Heimat. Später zog er nach Tennessee, wo er in der Landwirtschaft arbeitete. Gleichzeitig begann er eine politische Laufbahn. Zwischen 1849 und 1852 saß er als Abgeordneter im Repräsentantenhaus von Tennessee; in den Jahren 1855 und 1856 gehörte er dem Staatssenat an. Ende der 1850er Jahre war er Mitglied der kurzlebigen Opposition Party.
Bei den Kongresswahlen des Jahres 1858 wurde Stokes im vierten Wahlbezirk von Tennessee in das US-Repräsentantenhaus in Washington, D.C. gewählt, wo er am 4. März 1859 die Nachfolge von John Houston Savage antrat. Bis zum 3. März 1861 konnte er zunächst nur eine Legislaturperiode im Kongress absolvieren. Danach war das vierte Abgeordnetenmandat seines Staates bis 1868 unbesetzt, weil sich Tennessee der Konföderation angeschlossen hatte. Während Stokes’ gesamter Amtsperiode war die Arbeit des Kongresses von den Ereignissen im unmittelbaren Vorfeld des Bürgerkrieges geprägt.
Stokes war ein Anhänger der Union.  Am 15. Mai 1862 trat er als Major ins Heer der Nordstaaten ein. Bis zu seinem Ausscheiden aus dem Militärdienst am 10. März 1865 hatte er es bis zum Oberst und Brevet-Brigadegeneral gebracht. Nach einem anschließenden Jurastudium und seiner im Jahr 1867 erfolgten Zulassung als Rechtsanwalt begann er in Alexandria in seinem neuen Beruf zu arbeiten. Gleichzeitig setzte er seine politische Laufbahn zunächst als Unionist und dann als Mitglied der Republikanischen Partei fort. Nach der Wiederzulassung des Staates Tennessee zur Union wurde er im Jahr 1866 im dritten Distrikt erneut in den Kongress gewählt. Nach zwei Wiederwahlen konnte er bis zum 3. März 1871 im US-Repräsentantenhaus verbleiben. Dort erlebte er den Konflikt zwischen seiner Partei und Präsident Andrew Johnson, der in einem knapp gescheiterten Amtsenthebungsverfahren gegen den Präsidenten gipfelte. Während Stokes’ Zeit im Kongress wurden dort der 14. und der 15. Verfassungszusatz verabschiedet.
Bei den Kongresswahlen des Jahres 1870 unterlag Stokes dem Demokraten Abraham Ellison Garrett. Danach war er Leiter der Steuerbehörde in Tennessee. Außerdem arbeitete er wieder als Anwalt. William Stokes starb am 14. März 1897 in Alexandria.